# Pożar wieżowca Grenfell Tower w Londynie
Pożar wieżowca Grenfell Tower w Londynie – pożar, który wybuchł 14 czerwca 2017 w Londynie, w dzielnicy Kensington. Pierwsze zgłoszenie o pożarze odebrano o godzinie 0:54 czasu brytyjskiego.
W 24-piętrowym budynku wzniesionym w latach 1972–1974 znajdowało się 120 mieszkań komunalnych; szacuje się, że zamieszkiwało je ok. 600 osób, głównie muzułmanów. Budynek miał 67,30 m wysokości i pomiędzy lutym 2015 a lipcem 2016 przeszedł gruntowny remont, podczas którego m.in. odnowiono i wzmocniono elewację oraz wymieniono okna. Według relacji dwóch mieszkańców budynku pożar wybuchł w rejonie 4 piętra, a jego przyczyną mogło być zwarcie instalacji elektrycznej. Pod koniec czerwca 2017 podano, że przyczyną pożaru była uszkodzona lodówka. Ogień błyskawicznie rozprzestrzenił się i w ciągu kilkunastu minut objął wszystkie 24 piętra budynku.

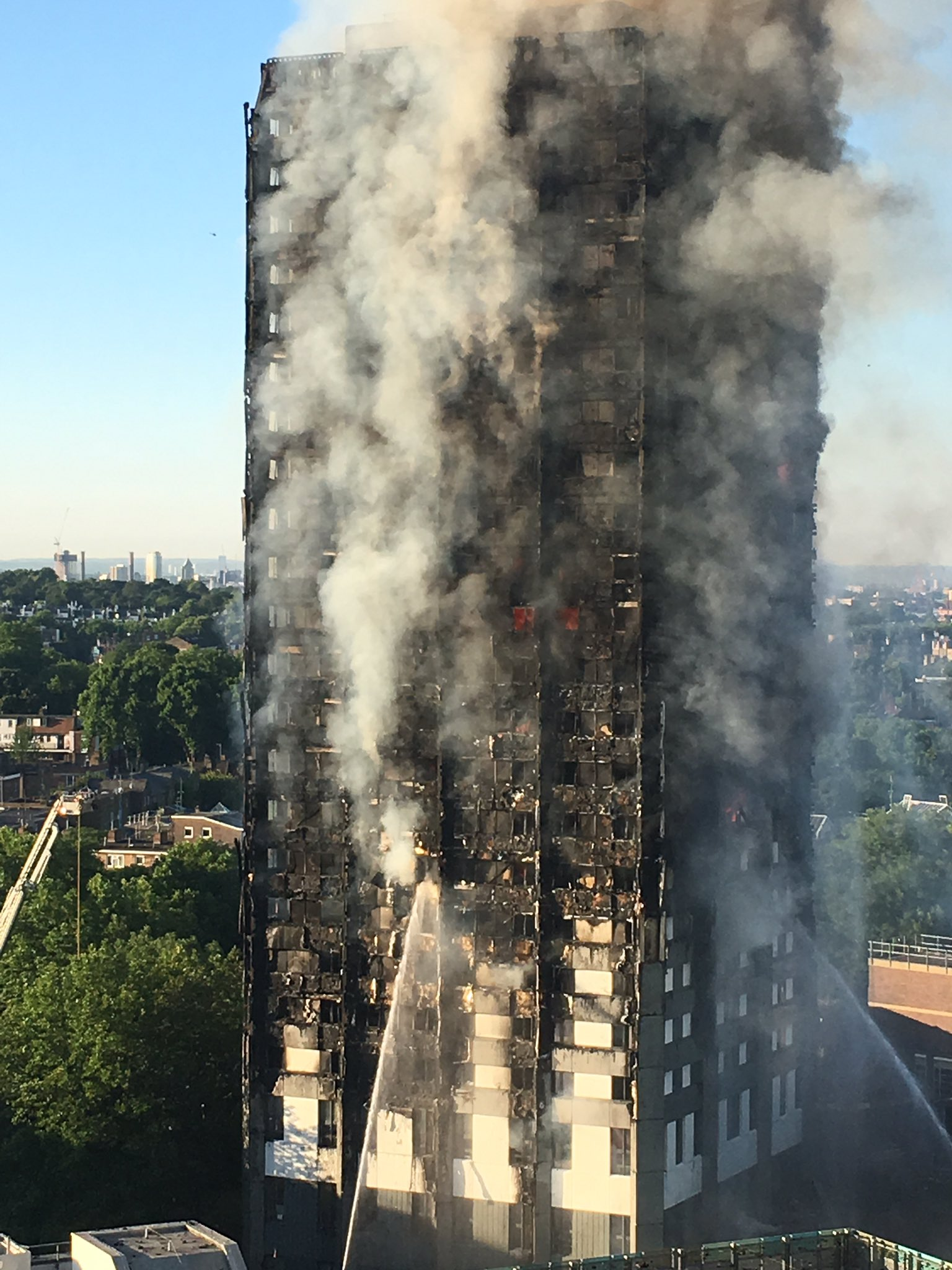
Tlący się budynek Grenfell Tower (rano, kilka godzin po wybuchu pożaru).

Materiał użyty do ocieplenia budynku (poliizocyjanurat o nazwie handlowej Celotex RS5000 PIR) został wycofany ze sprzedaży po tym, jak kolejne badania zasugerowały, że jego niedostateczna ogniotrwałość przyczyniła się do rozprzestrzenienia się ognia po elewacji budynku.
Oficjalny bilans ofiar podano do publicznej wiadomości dopiero w listopadzie – w pożarze zginęły 72 osoby, a ranne zostały 74 osoby. Wiadomo, że w pożarze została poszkodowana polsko-angielska rodzina mieszkająca na 12. lub 13. piętrze wieżowca. Na miejsce zadysponowano 40 jednostek straży pożarnej (200 strażaków) i 20 ambulansów.
| Państwo           | Liczba ofiar |
| ----------------- | ------------ |
| Wielka Brytania   | 28           |
| Maroko            | 6            |
| Bangladesz        | 5            |
| Egipt             | 4            |
| Erytrea           | 4            |
| Iran              | 3            |
| Liban             | 3            |
| Sudan             | 3            |
| Afganistan        | 2            |
| Etiopia           | 2            |
| Włochy            | 2            |
| Dominikana        | 1            |
| Filipiny          | 1            |
| Gambia            | 1            |
| Hiszpania         | 1            |
| Indie             | 1            |
| Irlandia          | 1            |
| Nigeria           | 1            |
| Sierra Leone      | 1            |
| Syria             | 1            |
| Trynidad i Tobago | 1            |
| Razem             | 72           |